# Plagithmysus platydesmae
Plagithmysus platydesmae là một loài bọ cánh cứng trong họ Cerambycidae.